# Вълчето
„Вълчето“ е български телевизионен игрален филм (късометражен, детски, приключенски) от 1986 година на режисьора Кирил Илинчев, по сценарий на Златина Билярска. Оператор е Александър Петров. 

## Актьорски състав
| Роля       | Изпълнител      |
| ---------- | --------------- |
| Деси       | Ани Дончева     |
| Влади      | Сашо Бочев      |
| майката    | Пенка Цицелкова |
| бащата     | Кольо Дончев    |
| чичо Петър | Любо Миладинов  |